# مرحله مقدماتی جام جهانی فوتبال ۲۰۲۶ (اقیانوسیه)
مرحله مقدماتی جام جهانی ۲۰۲۶ (اقیانوسیه) از سری مسابقات مقدماتی جام جهانی فوتبال ۲۰۲۶ در منطقه اقیانوسیه است که از سپتامبر ۲۰۲۴ تا مارس ۲۰۲۵ برگزار شده است. این دوره از رقابت‌های شانزدهمین دوره از این رقابت‌ها و اولین دوره ای خواهد بود که یک سهمیه کامل به این منطقه برای حضور در رقابت‌های جام جهانی ۲۰۲۶ اختصاص داده شده است.
تیم ملی فوتبال نیوزیلند در رقابت پایانی این منطقه با برتری سه بر صفر مقابل تیم ملی فوتبال کالدونیای جدید به صورت مستقیم به جام جهانی فوتبال ۲۰۲۶ صعود کرد. همچین تیم کالدونیای جدید نیز به مسابقات پلی‌آف بین‌قاره راه یافت.

## ساختار
- تمام ۱۱ تیم حاضر در این منطقه صلاحیت حضور در این رقابت‌ها را دارند.
- دور اول: چهار تیم از تیم‌های رده پایین این منطقه (بر اساس رده‌بندی جهانی فیفا) ۳ بازی حذفی را در تاریخ سپتامبر ۲۰۲۴ برگزار کرده و برنده این دیدارها به مرحله دوم راه می‌یابد.
- دور دوم: برنده دوره قبل با هفت تیم برتر منطقه (براساس رده‌بندی جهانی فیفا) در دو گروه چهار تیمی از سپتامبر تا اکتبر ۲۰۲۴ رقابت کرده و ۲ تیم برتر به دور بعد راه می‌یابند.
- دور سوم: ۴ تیم برنده دوره قبل در مارس ۲۰۲۵، یک دور حذفی سه مسابقه ای برگزار می‌کنند که تیم اول جواز حضور در جام جهانی را به دست می‌آورد و تیم دوم در پلی آف بین قاره ای برای کسب سهمیه ای دیگر رقابت خواهد کرد.

## برنامه مسابقات
| دور     | روز مسابقه   | تاریخ              | تیم(ها)                |
| ------- | ------------ | ------------------ | ---------------------- |
| دور اول | روز مسابقه ۱ | ۲_ ۱۰ سپتامبر ۲۰۲۴ | ساموآ                  |
| دور اول | روز مسابقه ۲ | ۲_ ۱۰ سپتامبر ۲۰۲۴ | ساموآ                  |
| دور دوم | روز مسابقه ۱ | ۷_ ۱۵ اکتبر ۲۰۲۴   | نیوزیلند وانواتو       |
| دور دوم | روز مسابقه ۲ | ۱۱_ ۱۹ نوامبر ۲۰۲۴ | نیوزیلند پاپوآ گینه نو |
| دور دوم | روز مسابقه ۳ | ۱۱_ ۱۹ نوامبر ۲۰۲۴ | نیوزیلند پاپوآ گینه نو |
| دور سوم | نیمه نهایی   | مارس ۲۰۲۵          |                        |
| دور سوم | نهایی        | مارس ۲۰۲۵          |                        |

- احتمالاً رقابت‌های پلی آف بین قاره ای در ماه مارس ۲۰۲۶ برگزار می‌شود.

## تیم‌ها
| استراحت تا مرحله دوم                   | استراحت تا مرحله دوم                                                   | استراحت تا مرحله دوم                      | شرکت در مرحله اول                                                       |
| سید ۱                                  | سید ۲                                                                  | سید ۳                                     | شرکت در مرحله اول                                                       |
| -------------------------------------- | ---------------------------------------------------------------------- | ----------------------------------------- | ----------------------------------------------------------------------- |
| 1. نیوزیلند (94) 2. جزایر سلیمان (141) | 1. فیجی (153) 2. تاهیتی (158) 3. کالدونیای جدید (160) 4. وانواتو (162) | 1. پاپوآ گینهٔ نو (168) 2. برنده مرحله اول | 1. جزایر کوک (186) 2. ساموای آمریکا (187) 3. ساموآ (192) 4. تونگا (200) |

Note: Teams in bold qualified for the third round. Teams in italics competed only in the first round.
1. ↑  The first round winner was not known at the time of the draw.

## مرحله اول
▪︎قرعه کشی مرحله اول ژوئیه ۲۰۲۴ برگزار شده و مسابقات در تاریخ ۲_ ۱۰ سپتامبر ۲۰۲۴ در کشور ساموا برگزار می‌شود، در این دوره از رقابت‌ها چهار تیم از تیم‌های رده پایین این منطقه (بر اساس رده‌بندی جهانی فیفا) ۳ بازی حذفی را برگزار کرده و برنده این دیدارها به مرحله دوم راه می‌یابد.

### نمودار
|  | Matchday 1              | Matchday 1   |                         |   | Matchday 2 (final) | Matchday 2 (final) |
|  |                         |              |                         |   |                    |                    |
|  | 6 September 2024 – Apia |              |                         |   |                    |                    |
|  |                         |              |                         |   |                    |                    |
|  | جزایر کوک               | 1            |                         |   |                    |                    |
|  | جزایر کوک               | 1            | 9 September 2024 – Apia |   |                    |                    |
|  | تونگا                   | 3            |                         |   |                    |                    |
|  | تونگا                   | 3            | تونگا                   | 1 |                    |                    |
|  | ۶ سپتامبر ۲۰۲۴ – Apia   |              | تونگا                   | 1 |                    |                    |
|  |                         | ساموآ (و.ا.) | ۲                       |   |                    |                    |
|  | ساموای آمریکا           | ساموآ (و.ا.) | ۲                       | 0 |                    |                    |
|  | ساموای آمریکا           |              |                         | 0 |                    |                    |
|  | ساموآ                   | 2            |                         |   |                    |                    |
|  | ساموآ                   | 2            |                         |   |                    |                    |

### روز مسابقه ۱
| جزایر کوک  | 1–3      | تونگا                                             |
| ---------- | -------- | ------------------------------------------------- |
| Kumsuz ۶۳' | FIFA OFC | - Tikoipau ۲۷' - Polovili ۳۹' (پنالتی) - Kefu ۷۹' |

| ساموای آمریکا | 0–2      | ساموآ                             |
| ------------- | -------- | --------------------------------- |
|               | FIFA OFC | - Tumua ۵۹' (پنالتی) - Vaai ۹۰+۸' |

### روز مسابقه ۲
| تونگا          | 1–2 (و.ا.) | ساموآ                             |
| -------------- | ---------- | --------------------------------- |
| - Sonasi ۴۵+۱' | FIFA OFC   | - Salisbury ۸۲' - Faamatau ۱۰۵+۳' |

## مرحله دوم
▪︎ برنده دوره قبل با هفت تیم برتر منطقه (براساس رده‌بندی جهانی فیفا) در دو گروه چهار تیمی از تاریخ ۷ اکتبر تا ۱۹ نوامبر ۲۰۲۴ به مصاف هم رفته و ۲ تیم برتر به دور بعد راه می‌یابند. این مرحله در نیوزیلند، پاپوآ گینه نو و وانواتو برگزار می‌شود.

### گروه A
| رتبه | تیم            | بازی | برد | مساوی | باخت | گل زده | گل خورده | گل تفاضل | امتیاز | صلاحیت                                                         |      | کالدونیای جدید | فیجی | جزایر سلیمان | پاپوآ گینه نو |
| ---- | -------------- | ---- | --- | ----- | ---- | ------ | -------- | -------- | ------ | -------------------------------------------------------------- | ---- | -------------- | ---- | ------------ | ------------- |
| ۱    | کالدونیای جدید | ۳    | ۲   | ۱     | ۰    | ۷      | ۴        | ۳+       | ۷      | Advance to the مرحله مقدماتی جام جهانی فوتبال ۲۰۲۶ (اقیانوسیه) |      | —              | null | null         | 3–1           |
| ۲    | فیجی           | ۳    | ۱   | ۲     | ۰    | ۵      | ۴        | ۱+       | ۵      | Advance to the مرحله مقدماتی جام جهانی فوتبال ۲۰۲۶ (اقیانوسیه) |      | 1–1            | —    | null         | null          |
| ۳    | جزایر سلیمان   | ۳    | ۱   | ۰     | ۲    | ۴      | ۵        | ۱−       | ۳      |                                                                |      | 2–3            | 0–1  | —            | null          |
| ۴    | پاپوآ گینهٔ نو  | ۳    | ۰   | ۱     | ۲    | ۵      | ۸        | ۳−       | ۱      |                                                                | null | 3–3            | 1–2  | —            |               |

### گروه B
| رتبه | تیم      | بازی | برد | مساوی | باخت | گل زده | گل خورده | گل تفاضل | امتیاز | صلاحیت            |     | نیوزیلند | پلی‌نزی فرانسه | وانواتو | ساموآ |
| ---- | -------- | ---- | --- | ----- | ---- | ------ | -------- | -------- | ------ | ----------------- | --- | -------- | ------------- | ------- | ----- |
| ۱    | نیوزیلند | ۳    | ۳   | ۰     | ۰    | ۱۹     | ۱        | ۱۸+      | ۹      | صعود به مرحله سوم |     | —        | 3–0           | 8–1     | null  |
| ۲    | تاهیتی   | ۳    | ۲   | ۰     | ۱    | ۵      | ۳        | ۲+       | ۶      | صعود به مرحله سوم |     | null     | —             | 2–0     | null  |
| ۳    | وانواتو  | ۳    | ۱   | ۰     | ۲    | ۵      | ۱۱       | ۶−       | ۳      |                   |     | null     | null          | —       | 4–1   |
| ۴    | ساموآ    | ۳    | ۰   | ۰     | ۳    | ۱      | ۱۵       | ۱۴−      | ۰      |                   | 0–8 | 0–3      | null          | —       |       |

## مرحله سوم
▪︎ این مرحله از رقابت‌ها در مارس ۲۰۲۵ برگزار می‌شود که برنده مستقیماً به جام جهانی ۲۰۲۶ صعود کرده و تیم بازنده در مرحله پلی آف بین قاره ای حاضر خواهد شد.

### نمودار
|  | نیمه نهایی                 | نیمه نهایی |                          |   | فینال | فینال |
|  |                            |            |                          |   |       |       |
|  | 21 March 2025 – Wellington |            |                          |   |       |       |
|  |                            |            |                          |   |       |       |
|  | کالدونیای جدید             | 3          |                          |   |       |       |
|  | کالدونیای جدید             | 3          | 24 March 2025 – Auckland |   |       |       |
|  | تاهیتی                     | 0          |                          |   |       |       |
|  | تاهیتی                     | 0          | کالدونیای جدید           | 0 |       |       |
|  | 21 March 2025 – Wellington |            | کالدونیای جدید           | 0 |       |       |
|  |                            | نیوزیلند   | 3                        |   |       |       |
|  | نیوزیلند                   | نیوزیلند   | 3                        | 7 |       |       |
|  | نیوزیلند                   |            |                          | 7 |       |       |
|  | فیجی                       | 0          |                          |   |       |       |
|  | فیجی                       | 0          |                          |   |       |       |

}}}}

## پلی‌آف بین قاره‌ای
تیم دوم راهی مسابقات پلی‌آف بین‌قاره‌ای که آخرین مرحله تعیین تیم‌های حاضر در جام جهانی ۲۰۲۶ با حضور تیم‌هایی از ای اف سی، کاف، کنموبول، او اف سی و دو تیم از کونکاکاف خواهد بود می‌شود. ۶ تیم حاضر در این دور بر اساس رنکینگ جهانی مردان فیفا رده‌بندی می‌شوند و چهار تیم پایین‌تر این رنکینگ در دو بازی تک حذفی با یکدیگر دیدار می‌کنند. برندگان با دو تیم بالاتر همان رنکینگ در دو بازی تک حذفی دیگر به مصاف هم خواهند رفت که برندگان نهایی این مسابقات به جام جهانی در ایالات متحده، کانادا و مکزیک راه پیدا خواهند کرد.

### تیم‌های راه یافته به پلی آف بین قاره ای
| تیم            | کنفدراسیون | شیوه راه‌یابی                                                                  | تاریخ راه‌یابی | منابع |
| -------------- | ---------- | ----------------------------------------------------------------------------- | ------------- | ----- |
| کالدونیای جدید | او اف سی   | شکست در برابر تیم ملی فوتبال نیوزیلند در مرحله سوم انتخابی جام جهانی او اف سی | ۲۴ مارس ۲۰۲۵  | [ ۹ ] |
|                |            |                                                                               |               |       |
|                |            |                                                                               |               |       |
|                |            |                                                                               |               |       |
|                |            |                                                                               |               |       |
|                |            |                                                                               |               |       |